# José Ramos-Horta
José Manuel Ramos-Horta (pron. portoghese: [ʒuˈzɛ mɐnuˈɛɫ ˈʁɐ̃muz ˈɔɾtɐ]; Dili, 26 dicembre 1949) è un politico est-timorese, Presidente della Repubblica Democratica di Timor Est dal 2007 al 2012 e nuovamente dal 2022.

## Biografia

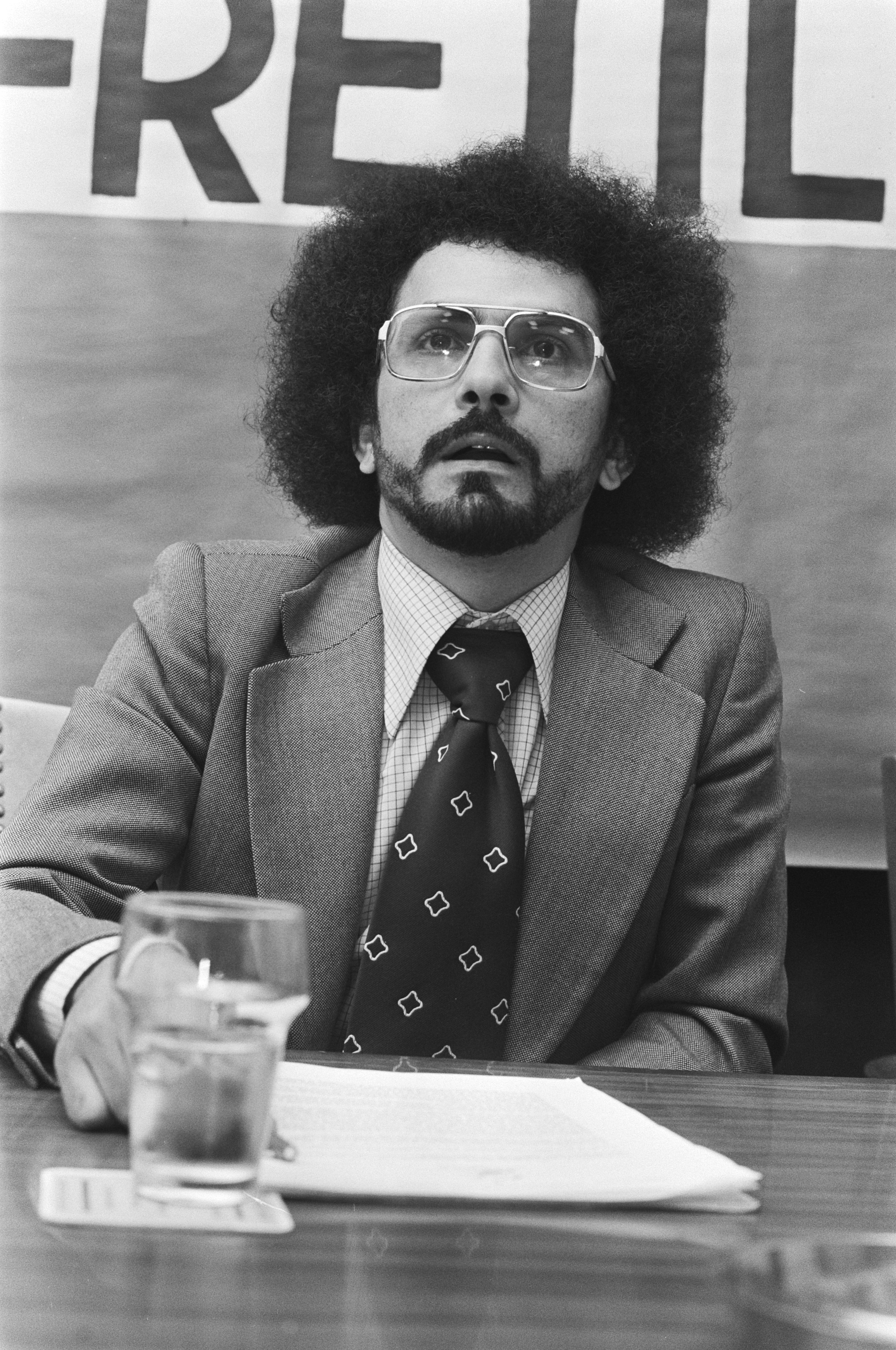
José Ramos-Horta nel 1976

Ramos-Horta nasce a Dili, capitale di Timor Est (al secolo una colonia portoghese), il 26 dicembre del 1949, figlio di un militare portoghese e di una mestiça est-timorese, di origini miste portoghesi e tetum. Il padre, Francisco, già sottufficiale della marina militare portoghese, venne espulso dal territorio nazionale a causa della sua opposizione al regime di Salazar e giunse a Timor Est dopo essere stato esiliato dapprima nelle Azzorre, poi a Capo Verde, poi nella Guinea portoghese e quindi nel Timor portoghese. Il giovane José frequentò le scuole presso una missione cattolica nella cittadina di Soibada.
Col clima politico nel Paese sempre più perturbato dall'incessare dei movimenti anticolonialisti ed anti-imperialisti, Ramos-Horta si mise ben presto in mostra all'interno del vasto movimento di lotta per l'indipendenza di Timor Est dal Portogallo, cosa che lo costrinse, assieme all'allora compagna Ana Pessoa Pinto, all'esilio nell'allora colonia portoghese del Mozambico dal 1970 al 1971, strettamente sorvegliato dalla polizia segreta.
Il 22 agosto 1973, Bill Nicol, un giornalista australiano, parlò per la prima volta di un Fronte Nazionale di Liberazione est-timorese, di recente formazione ma privo di qualsiasi mezzo, e citò Ramos-Horta come uno degli elementi di spicco. Poco dopo venne intervistato dalla stampa australiana.
Nel 1974 fu uno dei fondatori del gruppo politico Associação Social Democrática Timorense (ASDT, Associazione Social-Democratica di Timor), attualmente denominata Associação Social-Democrata de Timor (ASDT).
Dopo anni di lotta, il 28 novembre 1975, gli est-timoresi riescono finalmente a conseguire la tanto agognata indipendenza, risultato in parte dovuto anche alla mutata situazione politica in Portogallo (la Rivoluzione dei garofani, che portò all'abbattimento della dittatura salazarista ed alla restaurazione della democrazia nel 1974) e, con la susseguente proclamazione della Repubblica Democratica di Timor Est, Ramos-Horta, a soli venticinque anni, viene nominato ministro degli Esteri dal costituitosi governo est-timorese.
Date le posizioni fortemente filo-comuniste della neonata Repubblica, tra l'altro in una delle fasi più concitate della guerra fredda, la confinante Indonesia, con il sostegno dei Paesi occidentali, invase il Paese nel dicembre di quello stesso anno, dichiarandolo loro 27ª provincia con il nome di Timor Timur (in indonesiano "Timor Orientale"). Trovatosi temporaneamente all'estero per doveri d'ufficio durante l'invasione, si ritrovò dunque impossibilitato a rientrare a Timor e, salvo rientri clandestini sporadici e pericolosissimi per scopi logistici, non rientrò più stabilmente sul suolo nazionale. Divenne quindi il rappresentante del FRETILIN, il partito che conduceva la resistenza all'occupazione indonesiana, presso le Nazioni Unite dal 1986 al 1996, in cui riportò costantemente all'attenzione dei delegati delle Nazioni le atrocità commesse dalle forze d'occupazione indonesiane nel Paese.
Nel 1996 gli venne conferito, insieme a monsignor Carlos Filipe Ximenes Belo, suo connazionale, il premio Nobel per la pace per l'impegno pacifico a favore dell'indipendenza del suo Paese.
Riconquistata nuovamente l'indipendenza nel 1999, dal 2002 al 25 giugno 2006 ricoprì la carica di ministro di Stato e degli Affari Esteri, dal 3 giugno 2005 al 25 giugno 2006 di ministro ad interim della Difesa e, dal 10 luglio 2006, la carica di primo ministro del Paese.
Alle elezioni presidenziali del 2007, Ramos-Horta venne eletto Presidente della Repubblica, ed entrò in carica il 20 maggio dello stesso anno.
L'11 febbraio 2008 un gruppo di militari ribelli tentò un golpe, attentando alla vita di Ramos-Horta, rimasto ferito gravemente, e del premier Xanana Gusmão, uscito invece illeso. Ripresosi dopo una lunga convalescenza, si è poi candidato nuovamente, al termine del proprio mandato, alle presidenziali, risultando però sconfitto da Taur Matan Ruak.
Appartiene alla massoneria portoghese del Grande Oriente Lusitano.
Al secondo turno delle elezioni presidenziali, tenutosi nell'aprile 2022, Ramos-Horta ha preso il 62,10 percento dei voti, contro il 37,90 preso dal presidente in carica Francisco Guterres. È così stato eletto per un nuovo mandato presidenziale, entrando in carica il 20 maggio dello stesso anno.